# Кейп Фир (река)
Вижте пояснителната страница за други значения на Кейп Фир.
Кейп Фир (на английски: Cape Fear River) е река в Съединени американски щати, Северна Каролина. Дължината ѝ е 325 km. Отток ѝ е 110 m³/s.
Тя произтича от вливането на реките Дип и Хо, в окръг Чатам. Реката се влива в Атлантическия океан.